# Mercedes-Benz L319
Mercedes-Benz L319 este un vehicul commercial ușor, produs de Mercedes-Benz între anii 1955 și 1967. Mai încăpător decât tipicele mașini de livrări, dar mai mic decât un camion convențional din acea perioadă, a fost primul fabricat din această clasă. Vehiculului i s-au oferit o gamă de caroserii specifice mașinilor de livrare și camioanelor. De asemenea, au fost lansate și alte variante, tip minibus (O139).

## Context Istoric
În 1955, Daimler-Benz avea o reputație foarte bună în rândul producătorilor de automibile pentru pasageri, și a oferea operatorilor comerciali o gamă largă de camioane convenționale. Cel mai mic dintre camioanele oferite, în forma sa actuală din 1945, a fost modelul Mercedes-Benz L3500. În ceea ce privește vehiculele comerciale mai mici, în timpul războiului, Mercedes a fost forțat, prin raționalizarea impusă de guvern, să construiască camioane „Opel Blitz” ale principalului său competitor, dar compania nu mai prezense un vehicul comercial propriu mai mic de 3 tone, încă de dinaintea războiului. Oricum, la începutul anilor 1950, succesul vehiculelor Volswagen și al întineritului Opel Blitz i-au convins pe cei de la Mercedes-Benz că această categorie era prea importantă pentru a fi ignorată.

## Lansarea

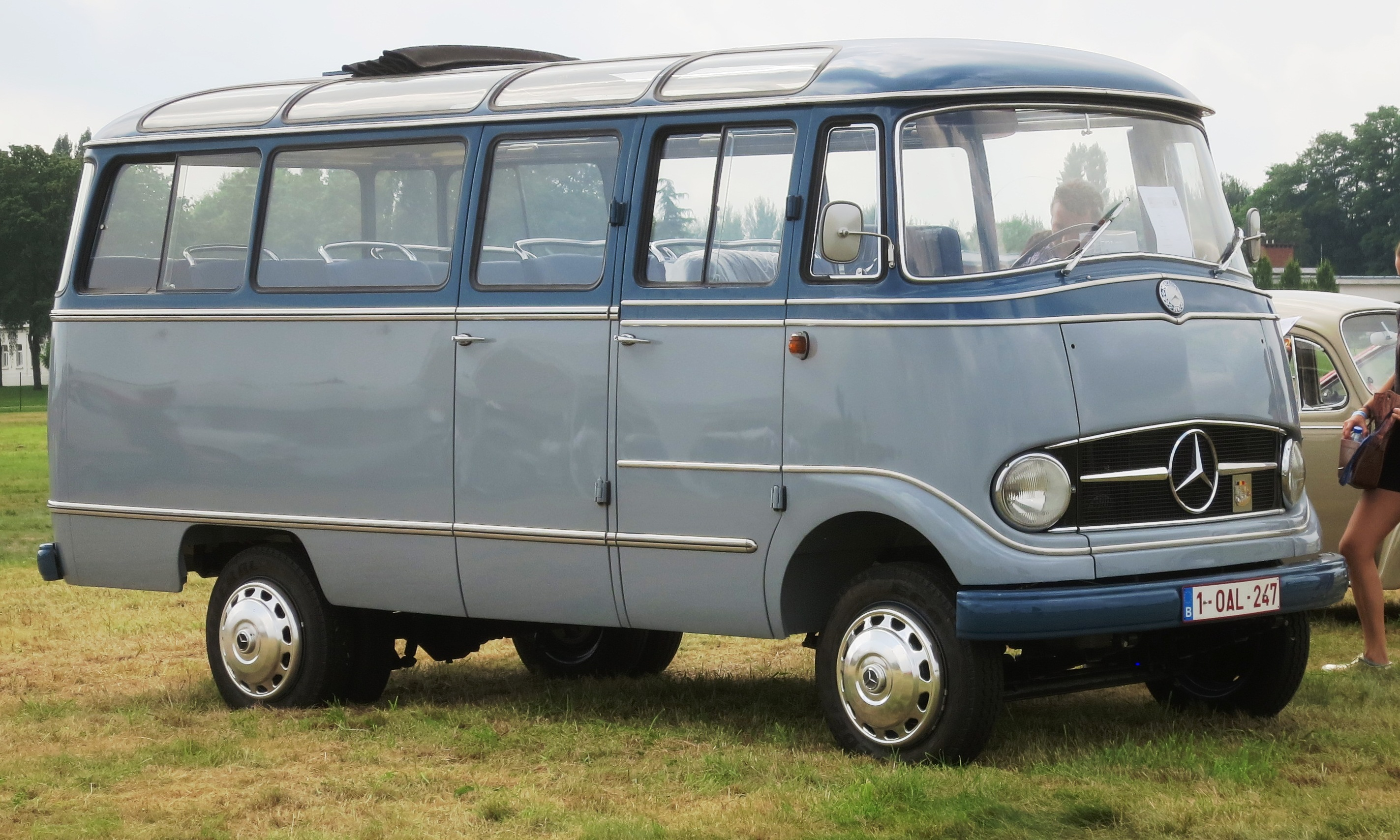
Minibus Mercedes-Benz O 319, cu ferestre panoramice

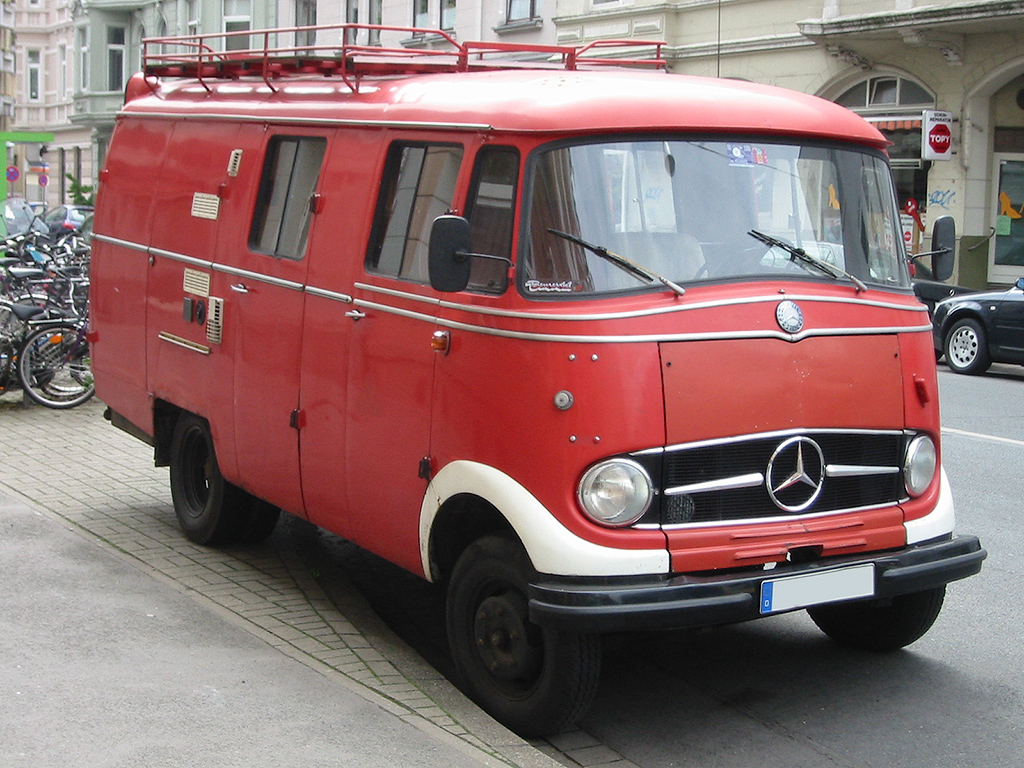
Camion de Pomieri Mercedes-Benz L 319 LF8

Camioneta a fost prezentată pentru prima oară la Frankfurt Motor Show, în septambrie 1955, având o greutate brută de 3,6 tone și o capacitate maximă de încărcare de 1,6 sau 1,8 tone, în funcție de versiune. O gamă largă de modificări ale caroseriei au inclus o camionetă cu platformă, un camion standard, un camion cu platformă dreaptă de mici dimensiuni și diverse tipuri de microbuze, din ce în ce mai diverse și mai elaborate. Camionetele pentru pompieri sunt deosebit de bine reprezentate printre exponatele L319 care pot fi admirate în muzeele destinate automobilelor vechi,

## Arhitectura vehiculului
Mercedes nu a urmat configurația Volkswagen, cu motoare amplasate în spate, dar camioneta se caracteriza, totuși, de un design modern tip „cabină suprapusă”, fără capota frontală/ capota proeminentă caracteristică Opel Blitz și a vehiculelor comerciale mai mari ale grupului Mercedes-Benz din acea perioadă. Plasarea  motorului în fața automobilului a asigurat o vizibilitate bună și a dat mașinii un aspect contemporan, dar a dus și la maximizarea spațiului de încărcare. Însă reținerea motorului montat în față a lăsat șoferul să-și împartă cabina cu motorul care ocupă spațiul dintre șofer și pasagerul său, iar proiectanții au trebuit să ia în calcul un arbore de acționare conectat la roțile din spate. 

## Motorizare
Arcurile lamelare și axele rigide își primesc meritele pentru simplitate, iar costurile de dezvoltare au fost de asemenea menținute prin utilizarea directă a existente în gama de autoturisme a companiei. Modelele L319 originale au primit același motor de 43 CP cu cel al seriei Mercedes-Benz 180D. Ulterior, au fost oferite alternative ușoare și mai puternice, împreună cu variantele cu motor pe benzină.

## Asamblare
Inițial, camionetele au fost asamblate la uzina companiei din Sindelfingen, nu departe de sediul central al firmei din Untertürkheim. Cu toate acestea, în 1958, compania a achiziționat Auto Union într-un pachet care include și fabricile din Düsseldorf, în care compania a construit autoturisme, ca urmare a pierderii uzinei originale, Zwickau, în zona de ocupație sovietică din Germania în 1945. Mercedes a transferat treptat producția de automobile „Auto Union” la o nouă fabrică de la Ingolstadt și instalația din Düsseldorf a devenit ( și a rămas) o fabrică pentru producția de vehicule utilitare Mercedes-Benz. Producția de L319 a fost transferată la Düsseldorf în 1961.
Camioneta a fost, de asemenea, asamblată la Victoria, în Spania, și în Port Melbourne, Austria, din kiturile CKD.
Iar versiunea de microbuz a fost asamblată în Iran, de Compania Națională Iran.

## Schimbarea denumirilor
În 1963, s-a renunțat la numele inițial al seriei, cel de L319. Vehiculele au fost redenumite L405 (alimentat cu motor Diesel) și L407 (alimentat cu petrol/benzină). Au existat, de asemenea, modelele L406 și L408. Acestea au făcut parte dintr-o redenumire la scară mai largă a gamei de vehicule comerciale ale companiei, destinată inițiativei de identificare a numelor seriilor de automobile cu greutatea și puterea acestora.

## Inlocuitor
În 1968, modelul L319 a fost înlocuit de Mercedes-Benz T2. Până în acest moment au fost produse între 120 000 și 140 000  de unități.

## Legături externe
Materiale media legate de Mercedes-Benz L319 la Wikimedia Commons